# Mesocentrina pyramidatus
Mesocentrina pyramidatus är en insektsart som beskrevs av William D. Funkhouser. Mesocentrina pyramidatus ingår i släktet Mesocentrina och familjen hornstritar. Inga underarter finns listade i Catalogue of Life.